# Peseluk Pesimbe
Peseluk Pesimbe is een bestuurslaag in het regentschap Aceh Tenggara van de provincie Atjeh, Indonesië. Peseluk Pesimbe telt 157 inwoners (volkstelling 2010).